# Kazimieras Būga
Kazimieras Būga (Dusetos, 6 novembre 1879 – Königsberg, 2 dicembre 1924) è stato un glottologo e linguista lituano, che insegnò linguistica storica in alcune università della Lituania e si interessò allo studio della lingua lituana.

## Biografia
Nato nel 1879 a Pažiegė, negli immediati pressi di Dusetos, allora parte dell'Impero russo, entrò nella facoltà di storia e filologia dell'Università statale di San Pietroburgo nel 1905. Nel corso degli anni di formazione seguì corsi sostenuti da studiosi quali Jan Baudouin de Courtenay, F. F. Fortunatov, A. A, Shakhmatov e A. J. Sobolevsky.
Dopo la laurea, nel 1912 Kūga proseguì la sua ricerca in linguistica indoeuropea comparata sotto la supervisione di Jan Baudouin de Courtenay e, dopo aver ricevuto una borsa di studio universitaria nel 1914, si recò a Königsberg sotto la direzione di Adalbert Bezzenberger, ma dovette tornare a San Pietroburgo pochi mesi dopo quando scoppiò la prima guerra mondiale. Nel 1916 conseguì un dottorato in linguistica e un secondo titolo abilitante per l'insegnamento. Fece ritorno in Lituania nel 1920 e iniziò immediatamente a scrivere un dizionario di lingua lituana. Dal 1922 Būga fu praticamente l'unico professore di linguistica baltica e indoeuropea che teneva lezioni presso l'Università di Kaunas, fondata nello stesso anno. Le condizioni di vita difficili e il lavoro intenso minarono la sua salute, tanto che dovette trasferirsi a Königsberg per cure, città in cui si spense il 2 dicembre 1924 a 45 anni. La sua salma fu poi trasportata a Kaunas, dove tutt'oggi è possibile visitare la tomba a lui dedicata.

## Opere

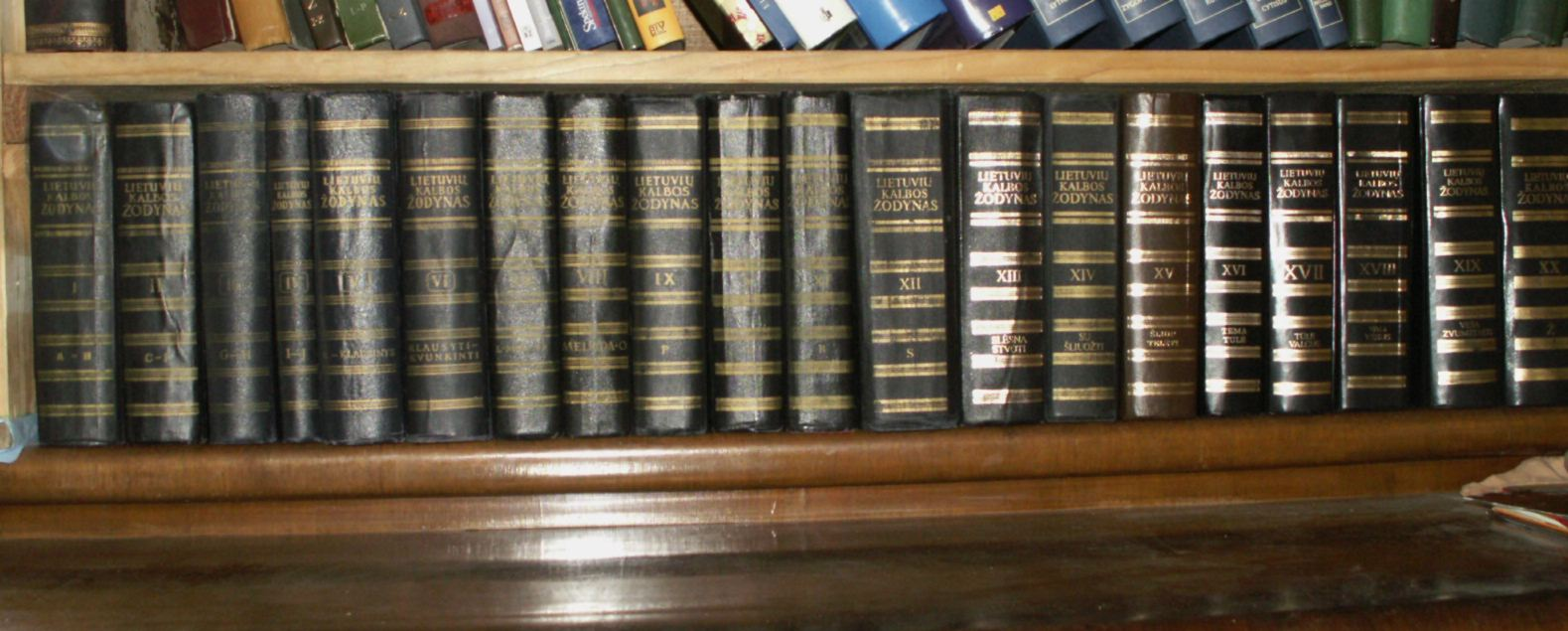
Dizionario accademico della Lituania: il primo volume fu realizzato da Būga

Affinché potesse riportare in maniera facilmente comprensibile il suo campo di studi, redasse una grammatica con il primo insegnante, K. Jaunius, intitolata Lietuviu kalbos grammatika (Grammatica della lingua lituana). Pubblicata in varie occasioni tra il 1908 e il 1911, la tradusse anche in russo, terminando la sua pubblicazione nel 1916.
Si occupò inoltre di studiare i nomi composti lituani e dimostrò che erano più antichi di quanto si pensasse in precedenza: gli anni dedicati alla ricostruzione delle denominazioni dei granduchi lituani furono particolarmente prolifici. Basandosi sui toponimi e sugli idronimi, si cimentò nell'individuazione dei territori abitati dai lituani e da altri popoli baltici: nel IX secolo, stimò che essi vivessero fino alle porte dell'Ucraina. Būga stilò inoltre una lista in ordine cronologico dei prestiti linguistici slavi confluiti nel lituano.
Rintracciò nomi di origine baltica in un certo numero di fiumi nell'antica Prussia fino alla Germania orientale, cosa confermata da successive indagini archeologiche, le quali hanno permesso di rintracciare la presenza di popoli baltici nella regione intorno al 1500 a.C.
Būga riscontrò nelle cronache polacche e tedesche del Medioevo numerosi casi in cui prussiani e lituani venivano definiti getes, cioè goti.
La sua opera più importante nel campo dedicata alla lessicografia, per cui cominciò a raccogliere materiale nel 1902, lo impegnò in vari frangenti fino al 1920, anno in cui il ministro dell'istruzione lituano gli affidò la stesura di un dizionario. Prima che lo studioso morisse, nel 1924, uscì il primo volume del Dizionario della lingua lituana (Lietuvių kalbos Žodynas).